# 邵銅
邵銅，字振声，福建福州府闽县人，明朝政治人物。

## 生平
正統十二年（1447年）舉丁卯科福建鄉試。景泰五年（1454年）登甲戌科進士，授监察御史。英宗复辟后，因弹劾曹吉祥、石亨而被贬下诏狱。贬为壽光縣知縣、博羅縣知縣，薦任溫州府知府。